# Sympholis lippiens
Genre
Espèce
Synonymes
- Sympholis lippiens rectilimbus Hensley, 1966

Sympholis lippiens, unique représentant du genre Sympholis, est une espèce de serpents de la famille des Colubridae.

## Répartition
Cette espèce est endémique du Mexique. Elle se rencontre dans les États du Sinaloa, du Nayarit, de Jalisco, de Chihuahua et du Sonora.

## Description
C'est un serpent noir avec des bandes transversales jaunes.

## Publication originale
- Cope, 1862 "1861" : On Elapomorphus, Sympholis, and Coniophanes. Proceedings of the Academy of Natural Sciences of Philadelphia, vol. 13, p. 522-524 (texte intégral).